# المدیل (کانزاس)
اِلمدِیل (به انگلیسی: Elmdale) شهری در ایالت کانزاس کشور ایالات متحده آمریکا است که جمعیت آن در سرشماری سال ۲۰۱۰ میلادی، ۵۵ نفر بوده‌است.